# Pál Erdős
Pál Erdős (26. března 1913 Budapešť – 20. září 1996 Varšava), křestní jméno někdy uváděné Paul, byl jeden ze světově nejproslulejších matematiků 20. století. Proslavil se především rozsáhlými objevy v oborech teorie grafů, kombinatoriky, teorie množin a teorie pravděpodobnosti. Také svou excentričností a neustálými přesuny mezi různými výzkumnými institucemi po celém světě.

## Život
Narodil se v Budapešti do rodiny maďarských Židů. Již v mládí proslul jako matematický génius (ve čtyřech letech byl údajně schopen vypočítat z data narození počet sekund, které trvá něčí život), čemuž odpovídá i fakt, že doktorát z matematiky získal roku 1934 – ve svých jednadvaceti letech. Ve stejném roce se z důvodu vzestupu antisemitismu v tehdejším Maďarsku přesunul do Manchesteru a v roce 1938 pak do Princetonu.
Většinu života strávil cestováním z místa na místo mezi matematickými konferencemi a domovy svých spolupracovníků – obvykle se zdržel pouze na dobu nutnou k vyřešení problému, na kterém zrovna pracoval, a přesunul se opět jinam. Jeho způsob práce a fakt, že stovky matematiků po celém světě jsou podepsáni pod různými články a výsledky jako jeho spoluautoři, se stal nesmrtelný zavedením pojmu Erdősovo číslo.

## Spolupracovníci
Mezi nejčastější spolupracovníky Erdőse se řadí maďarští matematici András Sárközy (62 studií) a András Hajnal (56 studií) a americký matematik Ralph Faudree (50 studií). Dalšími spoluautory Erdősových prací jsou:
- Béla Bollobás (18 studií)
- Stefan Burr (27 studií)
- Fan Chung (14 studií)
- Zoltán Füredi (10 studií)
- Ron Graham (28 studií)
- András Gyárfás (15 studií)
- Richard R. Hall (14 studií)
- Istvan Joo (12 studií)
- Eric Milner (15 studií)
- Melvyn Nathanson (19 studií)
- Jean-Louis Nicolas (19 studií)
- János Pach (21 studií)
- George Piranian (14 studií)
- Carl Pomerance (23 studií)
- Richard Rado (18 studií)
- A. R. Reddy (11 studií)
- Alfréd Rényi (32 studií)
- Pal Revesz (10 studií)
- Vojtěch Rödl (11 studií)
- C. C. Rousseau (35 studií)
- Dick Schelp (42 studií)
- John Selfridge (14 studií)
- Miklós Simonovits (21 studií)
- Vera Sós (35 studií)
- Joel Spencer (23 studií)
- Ernst G. Straus (20 studií)
- Endre Szemerédi (29 studií)
- Paul Turán (30 studií)
- Zsolt Tuza (12 studií)